# Dayah Adan
Dayah Adan is een bestuurslaag in het regentschap Pidie van de provincie Atjeh, Indonesië. Dayah Adan telt 735 inwoners (volkstelling 2010).